# Skakuszka wielkoucha
Skakuszka wielkoucha (Notomys macrotis) – wymarły gatunek gryzonia z rodziny myszowatych (Muridae), występujący dawniej endemicznie w Australii.
Znany tylko z dwóch okazów. Jeden został znaleziony nad Moore River w Australii Zachodniej drugi natomiast w niezidentyfikowanym regionie Australii. Opisany przez Thomasa w 1921 roku na podstawie skóry (BMNH 44.7.9.14) i czaszki (BMNH 44.10.15.2).
W Australii zwierzę jest nazywane angielską nazwą large-eared hopping mouse oraz aborygeńską nazwą noompa. W wydanej w 2015 roku przez Muzeum i Instytut Zoologii Polskiej Akademii Nauk publikacji „Polskie nazewnictwo ssaków świata” gatunkowi nadano nazwę skakuszka wielkoucha.
Ekologia i biologia tego ssaka są nieznane. Najprawdopodobniej zamieszkiwał przybrzeżne wrzosowiska i otwarte tereny w lasach. W Czerwonej księdze gatunków zagrożonych Międzynarodowej Unii Ochrony Przyrody i Jej Zasobów został zaliczony do kategorii EX (wymarły). Ostatni okaz znaleziony został w 1843 lub 1844 roku. Przyczyny wymarcia nie są znane, prawdopodobnie mogło to być związane z niszczeniem siedlisk tego ssaka oraz sprowadzeniem do Australii kotów i lisów, które mogły polować na tego gryzonia.